# 帕科拉 (卡爾達斯省)
帕科拉是哥倫比亞的城鎮，位於該國中部，由卡爾達斯省負責管轄，距離首府馬尼薩萊斯111公里，始建於1832年，面積234平方公里，海拔高度2,065米，2005年人口14,448。